# Hidayet Türkoğlu

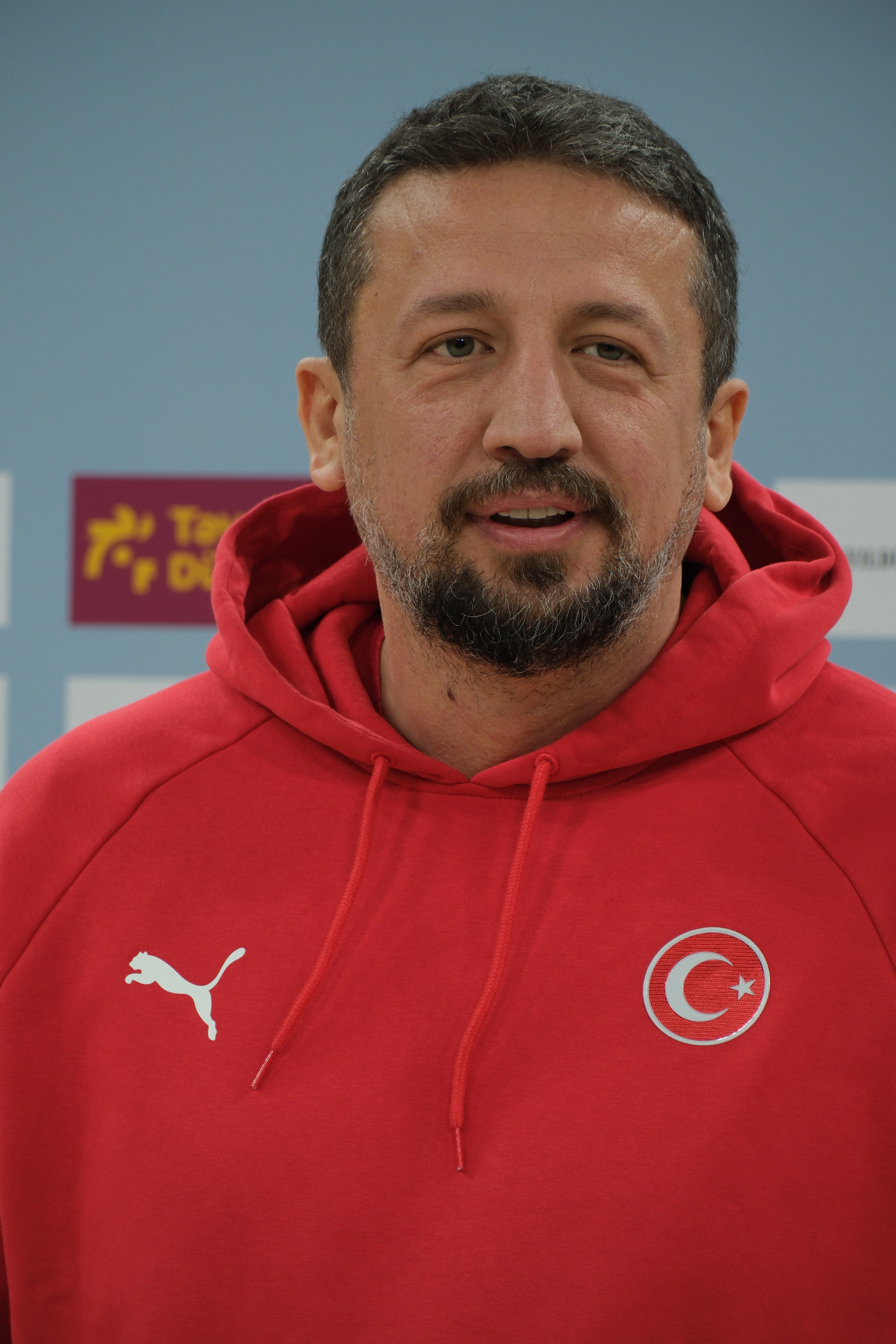
Hidayet Türkoğlu, 2025.

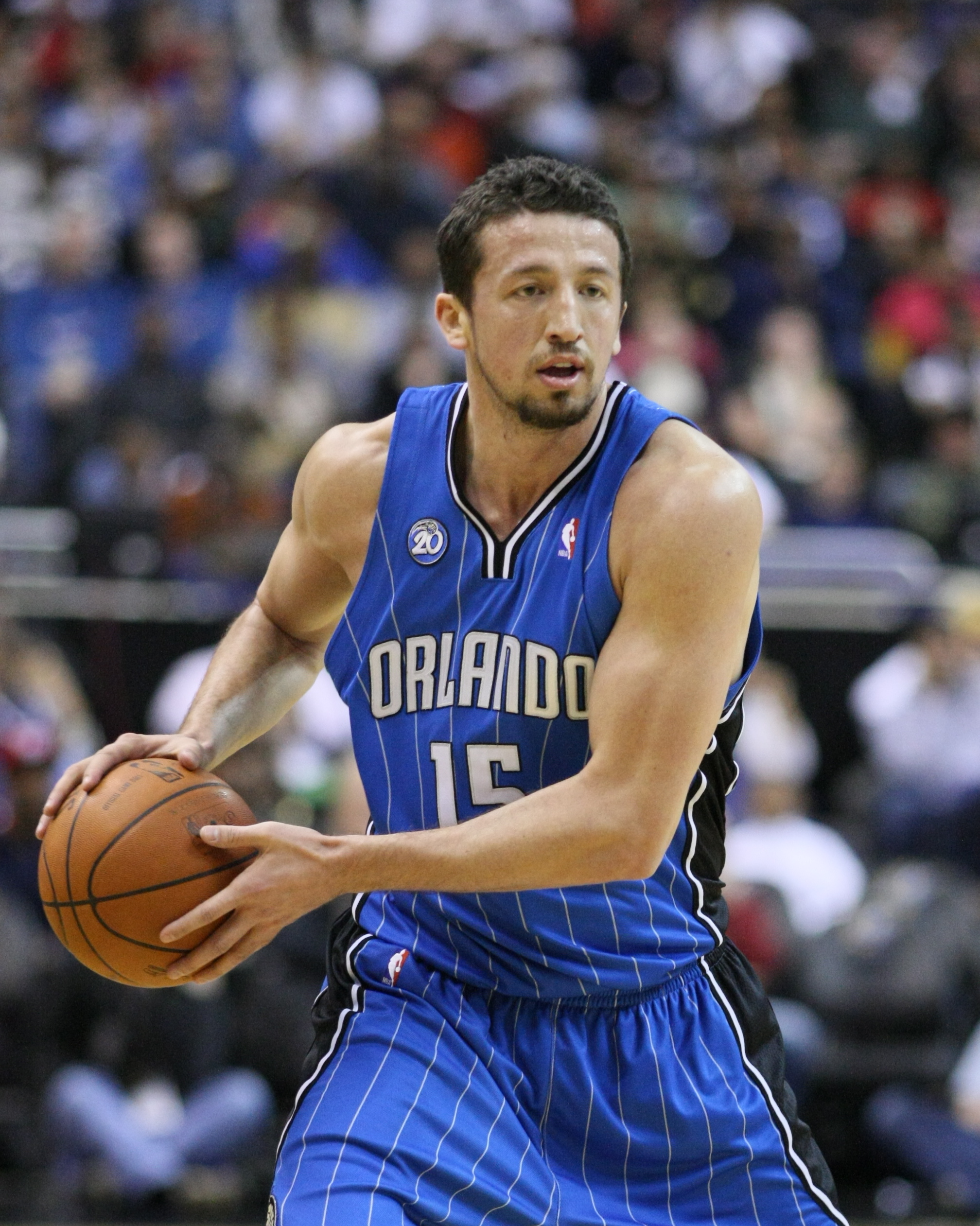
Hidayet Türkoğlu i Orlando Magic, 2008.

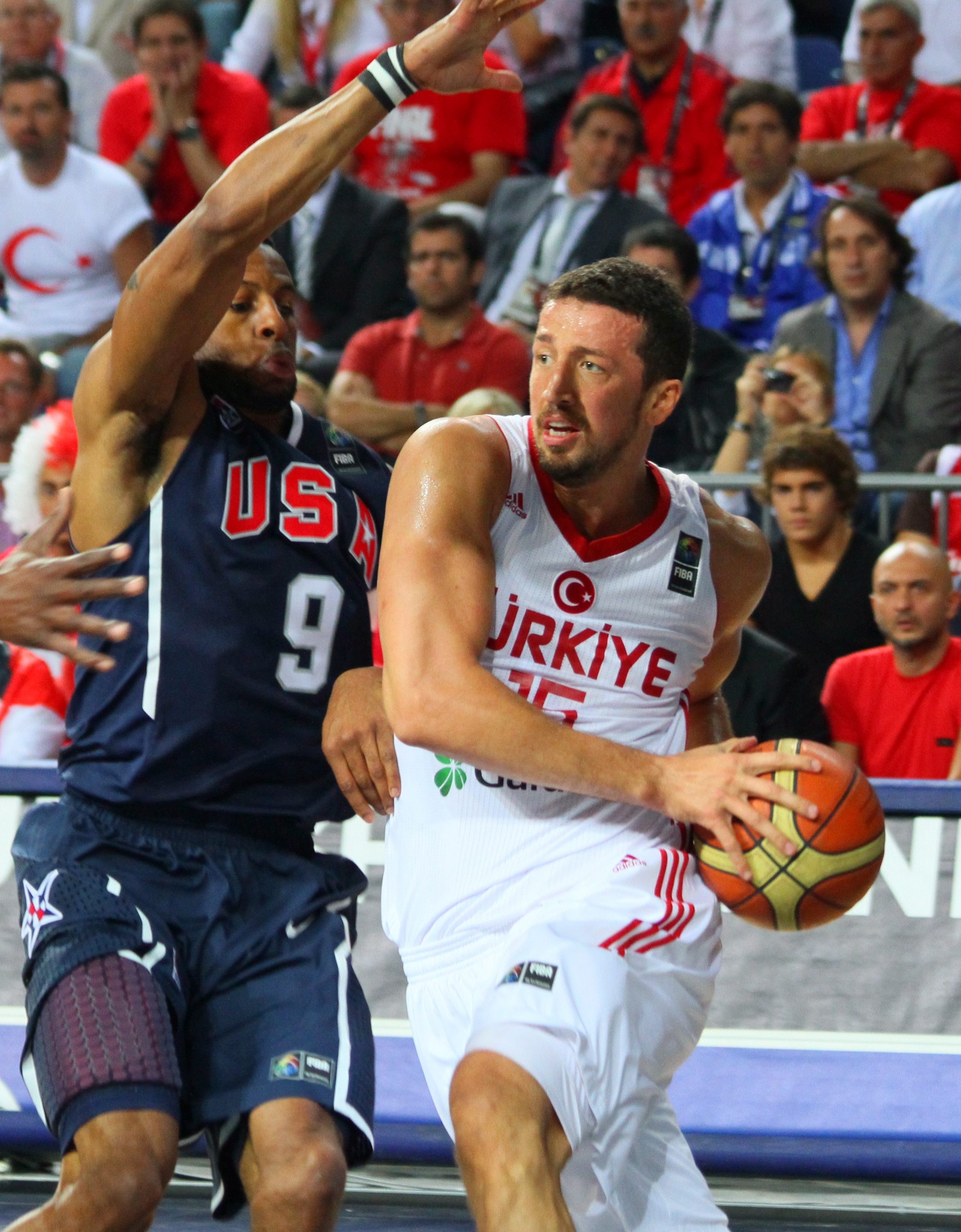
Hidayet Türkoğlu i Turkiets landslag vid VM 2010.

Hidayet "Hedo" Türkoğlu, född 19 mars 1979 i Istanbul, är en turkisk före detta basketspelare. Han är 2,08 meter lång och spelade som forward. Han spelade 15 säsonger i amerikanska ligan NBA för flera olika lag, bland annat två sejourer för Orlando Magic (2004–2009 och 2010–2014). 2008 tilldelades han priset NBA Most Improved Player Award.
Den 15 mars 2016 rapporterade turkiska medier att Turkiets president Recep Tayyip Erdoğan utsett Türkoğlu till en av sina rådgivare. Türkoğlu hade fram till dess varit vd för Turkiets basketförbund, en post han tillträdde efter att han avslutat spelarkarriären i november året innan.

## Klubbar/lag
- Efes Pilsen (1996–2000)
- Sacramento Kings (2000–2003)
- San Antonio Spurs (2003–2004)
- Orlando Magic (2004–2009)
- Toronto Raptors (2009–2010)
- Phoenix Suns (2010)
- Orlando Magic (2010–2014)
- Los Angeles Clippers (2014–2015)